# Meridiandra
Meridiandra is een kevergeslacht uit de familie van de boktorren (Cerambycidae). De wetenschappelijke naam van het geslacht werd voor het eerst geldig gepubliceerd in 2012 door Bouyer, Drumont & Santos-Silva.

## Soorten
Meridiandra is monotypisch en omvat slechts de volgende soort:
- Meridiandra capicola (Thomson, 1861)